# Kanton Villegusien-le-Lac
Kanton Villegusien-le-Lac (fr. Canton de Villegusien-le-Lac) je francouzský kanton v departementu Haute-Marne v regionu Grand Est. Tvoří ho 57 obcí. Zřízen byl v roce 2015.

## Obce kantonu
| - Aprey - Arbot - Auberive - Aujeurres - Aulnoy-sur-Aube - Baissey - Bay-sur-Aube - Bourg - Brennes - Chalancey - Chassigny - Choilley-Dardenay - Cohons - Colmier-le-Bas - Colmier-le-Haut - Coublanc - Courcelles-en-Montagne - Cusey - Dommarien | - Flagey - Germaines - Heuilley-Cotton - Isômes - Leuchey - Longeau-Percey - Maâtz - Montsaugeon - Mouilleron - Noidant-le-Rocheux - Occey - Orcevaux - Perrogney-les-Fontaines - Poinsenot - Poinson-lès-Grancey - Praslay - Prauthoy - Rivière-les-Fosses - Rochetaillée | - Rouelles - Rouvres-sur-Aube - Saint-Broingt-les-Fosses - Saint-Loup-sur-Aujon - Ternat - Vaillant - Le Val-d'Esnoms - Vals-des-Tilles - Vauxbons - Vaux-sous-Aubigny - Verseilles-le-Bas - Verseilles-le-Haut - Vesvres-sous-Chalancey - Villars-Santenoge - Villegusien-le-Lac - Villiers-lès-Aprey - Vitry-en-Montagne - Vivey - Voisines |